# ادوارد فون تول
ادوارد فون تول (روسی: Эдуа́рд Васи́льевич Толль; ۱۴ مارس [سبک قدیمی: ۲ مارس] ۱۸۵۸ – ۱ ژانویهٔ ۱۹۰۲) زمین‌شناس و مکتشف شمالگان اهل آلمانی‌های بالتیک بود.
او به دلیل رهبری اکتشاف قطبی روسیه ۱۹۰۲–۱۹۰۰ در جستجوی سرزمین ساننیکوف افسانه‌ای، جزیره‌ای خیالی که ادعا می‌شود در سواحل قطب شمال روسیه قرار دارد، مشهور است. در طول سفر، تول و گروه کوچکی از کاوشگران از جزیره بنت ناپدید شدند و سرنوشت آنها تا به امروز ناشناخته مانده‌است.